# Confessiones
Augustins bekendelser eller på latin, Confessiones, er navnet på et selvbiografisk, teologisk værk af kirkefaderen Augustin af Hippo. Værket består af tretten bøger skrevet mellem 397 og 398 e.Kr. Selv om de 9 første bøger primært består af selvbiografisk stof, er værkets hovedhensigt en anden. For Augustin har titlen en dobbelt bedtydning: Den genspejler indholdets spænding mellem de to betydninger af 'confessio': skrifte og trosbekendelse.